# Chrysomantis cachani
Chrysomantis cachani es una especie de mantis de la familia Hymenopodidae.

## Distribución geográfica
Se encuentra en Costa de Marfil, Ghana, Guinea y Congo.